# سرزمین آهن
کیم سو رو، امپراتور آهنین (به هانگول: 김수로) یک مجموعهٔ تلویزیونی محصول ۲۰۱۰ کرهٔ جنوبی است که زندگی کیم سورو را به تصویر می‌کشد. این سریال در شبکهٔ ام‌بی‌اس از ۲۹ مه تا ۱۸ سپتامبر ۲۰۱۰ (میلادی) در روزهای شنبه و یکشنبه در ۲۱:۴۵ برای ۳۲ قسمت پخش شده است.
این سریال در کشور ایران با نام سرزمین آهن از شنبه ۱۳ اردیبهشت ماه ۱۳۹۳ از شنبه تا چهارشنبه هر شب روی آنتن شبکهٔ ۳ رفت.

## خلاصه داستان
این درام زندگی کیم سورو، بنیان‌گذار افسانه‌ای گیوم گوان گویا، حکمرانی محلی اتحاد گویا که به تجارت دریایی و آهنگری در جریان دوران سه پادشاهی مسلط گردید را بیان می‌کند. همچنین خلق و خوی خشن کیم سورو، گیرایی و هوش فراوانش که تنها سلاحش در کشمکش‌های ممتد سیاسی، رقابت با برادر ناتنی‌اش در به تخت نشستن و رقیب همیشگی‌اش یی‌جین‌آشی، دوست سابقش سوک تال‌هی و جاه‌طلبان خطرناک شین‌گوی‌گان را به تصویر می‌کشد.

## بازیگران
- جی سونگ (به کره‌ای: 지성)در نقش شاهزاده سورو
- پارک گون ته (به کره‌ای: 박건태) در نقش نوجوانی سورو
- به جونگ اوک (به کره‌ای: 배종옥) در نقش بانو جئون کیون بی
- سو جی هه (به کره‌ای: 서지혜) در نقش بانو هوانگ اوک
- کانگ بیول در نقش بانو اهیو و بانو آنهی
- گو جو وون (به کره‌ای: 고주원) در نقش یی‌جین‌آشی
- لی پیل-مو (به کره‌ای: 이필모) در نقش سوک تال هی
- جانگ دونگ جیک (به کره‌ای: 장동직) در نقش دوکسان
- یو اوه سونگ (به کره‌ای: 유오성) در نقش شین گوی کان
- چوی سو رین (به کره‌ای: 최수린) در نقش مادر خوانده سورو
- لی جونگ وون (به کره‌ای: 이종원) در نقش جوبانگ پدر خوانده سورو
- چوی آهجین (به کره‌ای: 최아진) در نقش بودل
- وانگ بیت نا (به کره‌ای: 왕빛나) در نقش بانو آهرو (خالهٔ بانو آهیو)
- لی وون جونگ (به کره‌ای: 이원종) در نقش یوم ساچی
- چوی هوا جونگ (به کره‌ای: 최화정) در نقش نوک سا دان
- کیم هه اون (به کره‌ای: 김혜은) نا چال نیو بانوی پیشگوی معبد

## صداپیشگان
سرزمین آهن به سرپرستی افشین ذی‌نوری دوبلهٔ پارسی شد دوبلورهای این سریال:
- وحید منوچهری در نقش جوانی کیم‌سورو
- سعید شیخ‌زاده در نقش کودکی کیم‌سورو
- شروین قطعه‌ای در نقش ای‌جین‌آشی
- زهره شکوفنده در نقش جونک کیونگ‌بی
- حسین عرفانی در نقش جان‌گون
- امیر حکیمی در نقش فرمانده دوک‌سان
- غلامرضا صادقی در نقش تکانگ
- مریم جلینی در نقش هوانگ‌اوک
- ظفر گرایی در نقش جو بانگ
- اکبر منانی در نقش یوم‌ساچی
- جواد پزشکیان در نقش بوک‌سو
- امیر منوچهری در نقش تال‌هی
- بهروز علی‌محمدی در نقش نو دو
- تورج نصر در نقش او دو کان
- شراره حضرتی در نقش نوک‌سالان
- آرزو روشناس در نقش آجین
- بیژن علی‌محمدی در نقش ایل‌سو و چاچوانگ
- سیامک اطلسی در نقش هیو جانگ
- متانت اسماعیلی در نقش بو دل
- مینا حبیلی در نقش سوک‌جو
- اسفندیار مهرتاش
- نازنین یاری
- ناصرخویشتن‌دار
- سارا جعفری
- صنم نکواقبال
- ناصر احمدی
- محمد یاراحمدی
- محمدهادی علوی